# Resolució 82 del Consell de Seguretat de les Nacions Unides
La Resolució 82 del Consell de Seguretat de les Nacions Unides fou una resolució adoptada pel Consell de Seguretat de les Nacions Unides el 25 de juny de 1950 que condemnava l'«atac armat de Corea del Nord a la República de Corea» i demanava «el cessament immediat de les hostilitats» i que «les autoritats de Corea del Nord retirin les seves tropes fins al paral·lel 38». La mesura va ser adoptada per 9 vots a favor, cap en contra i l'abstenció de la Unió Soviètica que, en aquell moment, estava fent boicot a l'ONU a causa del reconeixement de la República de la Xina com a representant xinesa a l'organització.
La península de Corea havia estat dividida entre les forces d'ocupació dels Estats Units d'Amèrica i de la Unió Soviètica des del final de la Segona Guerra Mundial al llarg del paral·lel 38°. Cadascuna de les parts va tractar d'apuntalar a un govern del seu costat de la frontera d'ocupació i quan va començar la Guerra Freda, van augmentar les tensions entre ambdues Corees. Aquesta tibantor diplomàtica havia culminat en una guerra oberta amb la invasió de Corea del Nord a Corea del Sud el 25 de juny de 1950. Durant aquest temps, les recentment formades Nacions Unides havien recolzat Corea del Sud i l'havien considerar com l'únic govern legal.
La resolució va instar el Nord a aturar immediatament la seva invasió i a moure les seves tropes fins al paral·lel 38°. Fou considerada com una victòria diplomàtica dels EUA, però completament ignorada per Corea del Nord. Consegüentment, va desencadenar que l'ONU, amb els EUA al capdavant, prenguessin noves mesures a l'hora d'establir unes bases de participació internacional massiva i l'expansió diplomàtica de l'abast de la Guerra de Corea.

## Antecedents

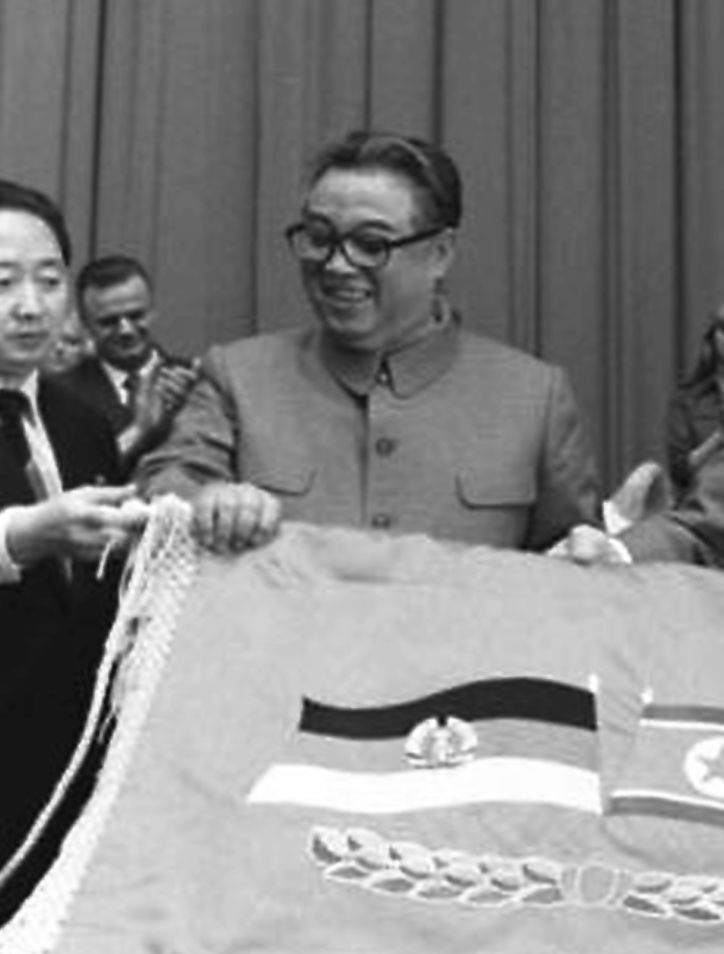
Primer ministre de Corea del Nord Kim Il-sung

### Divisió de Corea
En finalitzar la Segona Guerra Mundial, la península de Corea, que fins a aquest moment havia estat ocupada per l'Imperi del Japó, va quedar dividida al llarg del paral·lel 38° nord. Al nord, la Unió Soviètica va ocupar el país i hi va establir un Estat comunista, la República Popular Democràtica de Corea sota el govern de Kim Il-sung. Al sud, els Estats Units va ocupar el país, establint la República de Corea democràtica sota el govern del anticomunista Syngman Rhee. Quan les tensions van augmentar entre els Estats Units i la Unió Soviètica, cada govern a Corea va reclamar que tenia sobirania sobre l'altre. La recentment formada Nacions Unides va reconèixer a la República de Corea com el govern legítim sobirà al país.
En la resolució 112 de l'Assemblea General, les Nacions Unides va establir una comissió temporal per a supervisar la celebració de les eleccions lliures a Corea. L'ONU pretenia reunificar Corea sota un sol govern, però la comissió no va poder entrar a Corea del Nord. Després d'observar les eleccions a Corea del Sud, l'ONU va declarar en la resolució 195 de l'Assemblea General del 12 de desembre de 1948 que la nació havia de ser establerta sota el govern sud-coreà tan aviat com fos possible i que les forces d'ocupació estatunidenques i soviètiques havien de retirar-se.
Amb el pas del temps, el govern nord-coreà va tornar cada vegada més agressiu, de manera que les escaramusses entre les tropes del Nord i del Sud es van fer comuns. Es van assignar observadors militars de l'ONU per vigilar la situació i evitar que escalés. La resolució 293 de l'Assemblea General de les Nacions Unides, aprovada el 21 d'octubre de 1949, va reconèixer com a legal solament el govern de Corea del Sud. Per la seva banda, Corea del Nord va emetre respostes incendiàries a l'ONU negant la legalitat de les activitats de l'ONU a Corea i dient que expulsaria l'ONU del país.

### Esclat de la guerra
En la nit del 25 de juny de 1950, deu divisions de l'Exèrcit Popular Nord-coreà van llançar una invasió a gran escala a la República de Corea. La força de 89.000 homes es va moure en sis columnes, agafant l'exèrcit de la República de Corea per sorpresa, la qual cosa va provocar una derrota. L'exèrcit sud-coreà, més petit, va patir una manca d'equipament generalitzat i no estava preparat per a la guerra. Les forces nord-coreanes, superiors numèricament, van superar la resistència aïllada dels 38.000 soldats sud-coreans a la frontera abans de començar a avançar amb pas ferm cap al sud. La majoria de les forces sud-coreanes es van retirar davant la invasió. Els nord-coreans estaven en camí cap a la capital sud-coreana, Seül durant unes hores, obligant al govern i al seu exèrcit destrossat a retirar-se cap al sud.
La notícia de la invasió es va estendre ràpidament a tot el món a través d'ambaixadors i corresponsals a Corea. Els periodistes dels Estats Units van informar sobre la invasió en cinc hores després de l'atac inicial, i l'ambaixador dels Estats Units a Corea va enviar un telegrama al departament d'Estat dels Estats Units a les 21:26 EDT (10:26 KST) 24 de juny. A mesura que el combat es va fer més intens, el secretari d'Estat Dean Acheson informava de la situació al president dels Estats Units Harry S. Truman (que estava descansant a la seva llar d'Independence (Missouri) durant el cap de setmana), i al secretari general de les Nacions Unides, Trygve Lie. L'atac va ser especialment preocupant per Truman, que el va comparar amb l'atac a Pearl Harbor, i per Lie, que li va recordar la invasió de Noruega durant la Segona Guerra Mundial. Davant el temor que l'atac pogués desencadenar una Tercera Guerra Mundial, Truman va decidir actuar al més ràpidament possible per prevenir una escalada del conflicte. Muccio es va reunir amb Rhee, qui el va informar que l'exèrcit sud-coreà es quedaria sense municions en deu dies, i no podia rebutjar la invasió per si sol. Va sol·licitar a les Nacions Unides i als Estats Units que ajudessin a Corea del Sud en el conflicte.
Lie va convocar el Consell de Seguretat de les Nacions Unides (UNSC per les seves sigles en anglès) en la seva 473a sessió a les 14:00 del 25 de juny a Nova York. Va començar la reunió amb un informe detallat de la Comissió de les Nacions Unides a Corea, va explicar la situació als delegats i va insistir que l'ONU prengués mesures per restablir la pau a Corea. Segons aquesta comissió, la situació estava adquirint el caràcter de guerra a gran escala. Després, el diplomàtic estatunidenc Ernest A. Gross va donar l'informe de Muccio sobre la situació.
Els Estats Units van presentar una resolució en la qual declarava que la invasió de Corea del Nord era un trencament de la pau que violava el Capítol VII de la Carta de les Nacions Unides. Gross va demanar a l'ambaixador de Corea del Sud davant les Nacions Unides, Chang Myon, que estigués present a la reunió, cosa que es va concedir. El delegat de Iugoslàvia va sol·licitar que un diplomàtic nord-coreà també estigués present, però aquesta petició no va ser atesa. Corea del Nord no era membre de l'ONU i no tenia representació en l'organització. Myon va llegir una declaració preparada en la qual qualificava la invasió un delicte contra la humanitat i va dir que a mesura que l'ONU havia tingut un paper important en la fundació de Corea del Sud, era la seva responsabilitat ajudar a defensar-la de l'agressió. L'UNSC discutí la resolució i va fer esmenes i revisions a la seva redacció abans de passar-la.

## La resolució
El Consell de Seguretat,

Recordant la constatació de l'Assemblea General en la seva resolució 293 (IV), de 21 d'octubre de 1949, que el Govern de la República de Corea és un govern legalment establert que té control i jurisdicció efectius sobre la part de Corea en la qual la Comissió Temporal de les Nacions Unides a Corea era capaç d'observar i consultar i en la qual resideix la gran majoria del poble de Corea; que aquest Govern es basa en eleccions que van ser una expressió vàlida de la lliure voluntat de l'electorat d'aquesta part de Corea i que van ser observades per la Comissió Temporal i que aquest és l'únic Govern d'aquest tipus a Corea,
Conscient de la preocupació manifestada per l'Assemblea General en les seves resolucions 195 (III), de 12 de desembre de 1948 i 293 (IV), de 21 d'octubre de 1949, sobre les conseqüències que podrien derivar-se tret que els Estats membres s'abstinguessin de realitzar actes despectius respecte als resultats que les Nacions Unides pretenen arribar a aconseguir la total independència i unitat de Corea; i de la preocupació expressava que la situació descrita per la Comissió de les Nacions Unides a Corea en el seu informe menystenia la seguretat i el benestar de la República de Corea i del poble de Corea i podria conduir a un conflicte militar obert en aquest país,
"Observant" amb greu preocupació l'atac armat a la República de Corea per part de les forces de Corea del Nord,
Determina que aquesta acció constitueix un trencament de la pau; 
i Jo 

"Demano" el cessament immediat de les hostilitats;
"Demano" a les autoritats de Corea del Nord que retirin immediatament les seves forces armades al paral·lel 38°;
II 

"Demano" a la Comissió de les Nacions Unides sobre Corea:
(a) que comuniqui les seves recomanacions plenament considerades sobre la situació amb el mínim retard possible;
(b) que observi la retirada de les forces norcoreanas al 38è paral·lel;
(c) que mantingui informat el Consell de Seguretat sobre l'execució d'aquesta resolució:
III 

Exhorta a tots els Estats membres a prestar tota assistència a les Nacions Unides en l'execució d'aquesta resolució i. per abstenir-se d'ajudar a les autoritats de Corea del Nord. 
 La resolució fou aprovada amb 9 vots a favor (els Estats Units, el Regne Unit, la República de la Xina, França, Cuba, Equador, Egipte, Noruega i Índia) i cap vot en contra. Aleš Bebler, delegat de Iugoslàvia, es va abstenir de votar. El delegat de la Unió Soviètica havia boicotejat totes les reunions de les Nacions Unides a causa de desacords processals sobre el lloc permanent del Consell de Seguretat que anava a ocupar la República de la Xina (Taiwan) en lloc de la República Popular de la Xina (continental) a principis d'any. L'ambaixador soviètic davant les Nacions Unides, Jakov Malik, havia rebut l'ordre personal de no assistir les reunions de l'UNSC per part del primer ministre soviètic Iosif Stalin. Lie era un ferm partidari de la resolució, ja que considerava el conflicte com un desafiament a l'autoritat de l'ONU.

## Conseqüències
La resolució va ser vista com una victòria política dels Estats Units, ja que identificava Corea del Nord com l'agressor en el conflicte. Aquest mateix dia, independentment de la resolució de l'ONU, Truman havia ordenat que l'Estat Major Conjunt es posés en contacte amb el general de l'exèrcit estatunidenc Douglas MacArthur, que estava a càrrec de les forces estatunidenques a l'Extrem Orient. Va ordenar MacArthur que preparés vaixells per a l'evacuació de ciutadans estatunidencs de Corea, i li va autoritzar a enviar municions i subministraments a Pusan per donar suport a les forces sud-coreanes a la zona de Seül-Kimpo. Aquests serien escortats per unitats militars dels EUA. Va ordenar a MacArthur que enviés un equip de reconeixement al país per a avaluar la situació i determinar com ajudar Corea del Sud. Truman també va ordenar la mobilització de la Marina dels Estats Units per al seu desplaçament a la regió.
Més tard, la delegació estatunidenca es va posar en contacte amb la delegació soviètica i li va enviar un missatge demanant que el Kremlin utilitzés la seva influència sobre Corea del Nord per obligar-la a complir la resolució, però la Unió Soviètica va denegar la petició. Davant la ineficàcia de la resolució per a desescalar el conflicte, l'UNSC es va reunir el 27 de juny per debatre altres mesures a prendre, la qual cosa va donar lloc la resolució 83 del Consell de Seguretat de les Nacions Unides, que recomanava la intervenció militar d'altres països membres de l'ONU per restaurar la pau a Corea. En pocs dies vaixells i avions de diverses països, així com les primeres formacions importants de les tropes estatunidenques, es van traslladar a Corea del Sud, preparant el terreny per a un conflicte a gran escala.
En una columna de 2010, Colum Lynch, de la revista Foreign Policy, va criticar la resolució com una de les deu pitjors resolucions de la història de l'ONU. Després que la Unió Soviètica posés fi al seu boicot al Consell, va usar el seu poder de veto per bloquejar qualsevol altra resolució contra Corea del Nord. En resposta, Acheson va presentar un nou procediment a l'Assemblea General de les Nacions Unides per permetre que un estat membre passés per alt l'UNSC i busqués l'aprovació a l'Assemblea General, incloent-hi les recomanacions sobre l'ús de la força: la resolució 377 de l'Assemblea General de les Nacions Unides. Quan això es va aprovar, va permetre la celebració de les sessions especials d'emergència de durada indefinida per fer front a les amenaces a la pau i la seguretat internacionals per a les quals l'UNSC no va poder aprovar una resolució. Lynch va escriure que la creació d'aquesta norma va causar conseqüències negatives no desitjades per als Estats Units en 1997 quan diversos estats àrabs van començar el desè període extraordinari d'emergència de l'Assemblea General de les Nacions Unides per abordar el conflicte israelià-palestí i l'ocupació de Cisjordània i la Franja de Gaza per Israel. Aquesta sessió, convocada com una manera d'evitar d'un veto estatunidenc, es va estendre a 30 reunions durant els següents deu anys i mai no ha estat formalment tancada.